# 國民革命軍陸軍第六十一軍
国民革命军第六十一军，是中華民國國民革命軍在1937年至1949年間的一個軍。

## 历史
1937年7月抗日战争爆发后，国民政府军事委员会以晋绥军第101师为基础扩编组建第六十一军。隶属傅作义第7集团军。军长李服膺，副军长贾学明，军参谋长刘金声。下辖
- 第101师，师长李俊功
  - 201旅旅长王丕荣：401团团长刘墉之、402团
  - 213旅旅长杨维垣：425团（李在溪）、426团（高朝栋）
- 第200旅，旅长刘𩡝馥。第399团团长张敬俊；第400团团长李生润（李德庵）；第414团团长白汝庸
- 独立第7旅 旅长马延守

在晋北战役中，1937年8月底, 关东军混成第2旅在伪蒙军配合下由张家口沿平绥线西进。9月2日先头部队进抵天镇城东一带。阎锡山为迎击沿平绥线西进之敌, 拟在大同以东的聚乐堡地区组织大同会战。令61军在天镇、阳高布防阻止西进之敌。9月5日日军向天镇守军李服膺部猛攻。61军200旅400团李生润部作战不力，失守盘山阵地。7日，日军越过天镇县城西进。9日日军占阳高县城。9月11日占天镇县城。61军的溃退, 危及全线, 使平绥线正面失去防御力量。为追究天镇失守责任，阎锡山报国民政府军事委员会批准，在太和岭口长官部前进指挥所扣捕李服膺随即枪毙。61军所辖部队第101师、独200旅划归第三十四军。另说第101师改隶第三十五军，第200旅改隶骑兵第一军。1937年9月15日预备第一军改称第61军，陈长捷为军长，黄士桐任副军长，李铭鼎为参谋长，下编第72师和新编独4旅。
后来，第61军下辖：
- 第69师吕瑞英
- 第72师梁春溥
- 第208旅高玺波

1939年7月1日，陈长捷升任第6集团军总司令，吕瑞英继任军长。1940年第208旅改称暂编第48师。1941年11月25日吕瑞英升任第6集团军副总司令后，集团军副总司令梁培璜改任该军军长，郝士文任副军长。下辖
- 第69师高玺波
- 第72师许鸿林
- 暂编第48师娄福生

抗日战争胜利后，暂编第48师被裁减，第八十三军第66师改隶该军。辖
- 第66师，师长李佩膺
- 第69师，师长赵向智。上党战役被歼灭。
- 第72师 师长王熙明

1946年1月，王靖国以集团军总司令兼军长，下辖：
- 第66师，娄福生任师长；
- 第69师，周建祉任师长；
- 第72师，艾子谦任师长。

1946年8月晋冀鲁豫野战军太岳纵队和太岳军区发动了同蒲路战役（即洪赵战役）。第六十一军军部率第66师守临汾；张从龙保安团1000余人守洪洞；暂编第39师大部及地方团队共3000余人守备赵城；第69师等部2000余人及暂编第44师第三团和保安十四团守备霍县；保安第16团1000余人守备灵石；第三十四军守备平遥、介休及其以北点线。胡宗南部在闻（喜）夏（县）战役后收缩于闻喜、安邑地区防御。赵城告急时，8月13日周建祉率第69师带山炮4门从霍县南下支援，第207团在陶唐峪乡偏墙村被太岳24旅72团、新7团突袭歼灭，毙伤团长石理全以下官兵300余人，俘副团长蔡维国以下569人，缴获山炮4门，重迫击炮一门，轻迫击炮3门，重机枪9挺，小炮20余门，掷弹筒20余个。赵城在城破后，贾宣宗逃出到太原后被阎锡山判处10年徒刑。
1947年1月汾孝战役等，第69师被人民解放军歼灭大部。
1947年1月赵恭任军长。1948年3月至6月在临汾战役和晋中战役中，第66师、第72师先后被人民解放军全歼。战后重建第66师、第72师，由李树荣、陈振东分别任师长。1949年4月，在太原战役中被全歼，副军长娄福生及各师师长被俘。